# Tiglit
Tiglit (franska: Tiglit (CR), Tiglit (Commune Rurale), arabiska: تاركا وساي) är en kommun i Marocko.   Den ligger i provinsen Guelmim och regionen Guelmim-Oued Noun, i den sydvästra delen av landet, 700 km sydväst om huvudstaden Rabat. Antalet invånare är 1 196.